# Gustaf Adolf Avellan
Gustaf Adolf Avellan, född 20 maj 1785 i Kumo, död 20 december 1859 i Vittisbofjärd, var en finländsk språkforskare. Han var kusin till Teodor Avellans farfar.
Avellan blev student 1800 och var under flera år verksam som jurist, men övergav juridiken på grund av sjuklighet. Samtidigt med att han skötte jordbruket på sitt säteri, Källfjärd, var han en flitig språkvetenskaplig författare, medarbetade ofta i "Mnemosyne" och verkställde även ett stort antal poetiska översättningar från bland andra Johann Wolfgang von Goethe, Friedrich Schiller och Thomas Moore. 
Av Avellas arbeten märks Reflexioner öfver engelska språkets upphof och bildning samt förhållande till andra europeiska tungomål (I, 1828), Betänkande om finska bibelns revision (1857) samt uppsatser i finsk grammatik, bland annat Om finsk språkriktighet (1849) och Kritik öfver sättet att i finskan uttrycka begreppet om tid (1850), av vilka åtskilliga efterlämnades i handskrift, liksom även hans "anteckningar öfver vissa delar af svenska grammatiken". Hans liv fördystrades av mjältsjuka. 